# 平成27年台風第13号
平成27年台風第13号（へいせい27ねんたいふうだい13ごう、アジア名：Soudelor、命名：ミクロネシア、意味：伝説上の首長名、フィリピン名：Hanna）は2015年（平成27年）7月30日に発生した台風。

## 概要

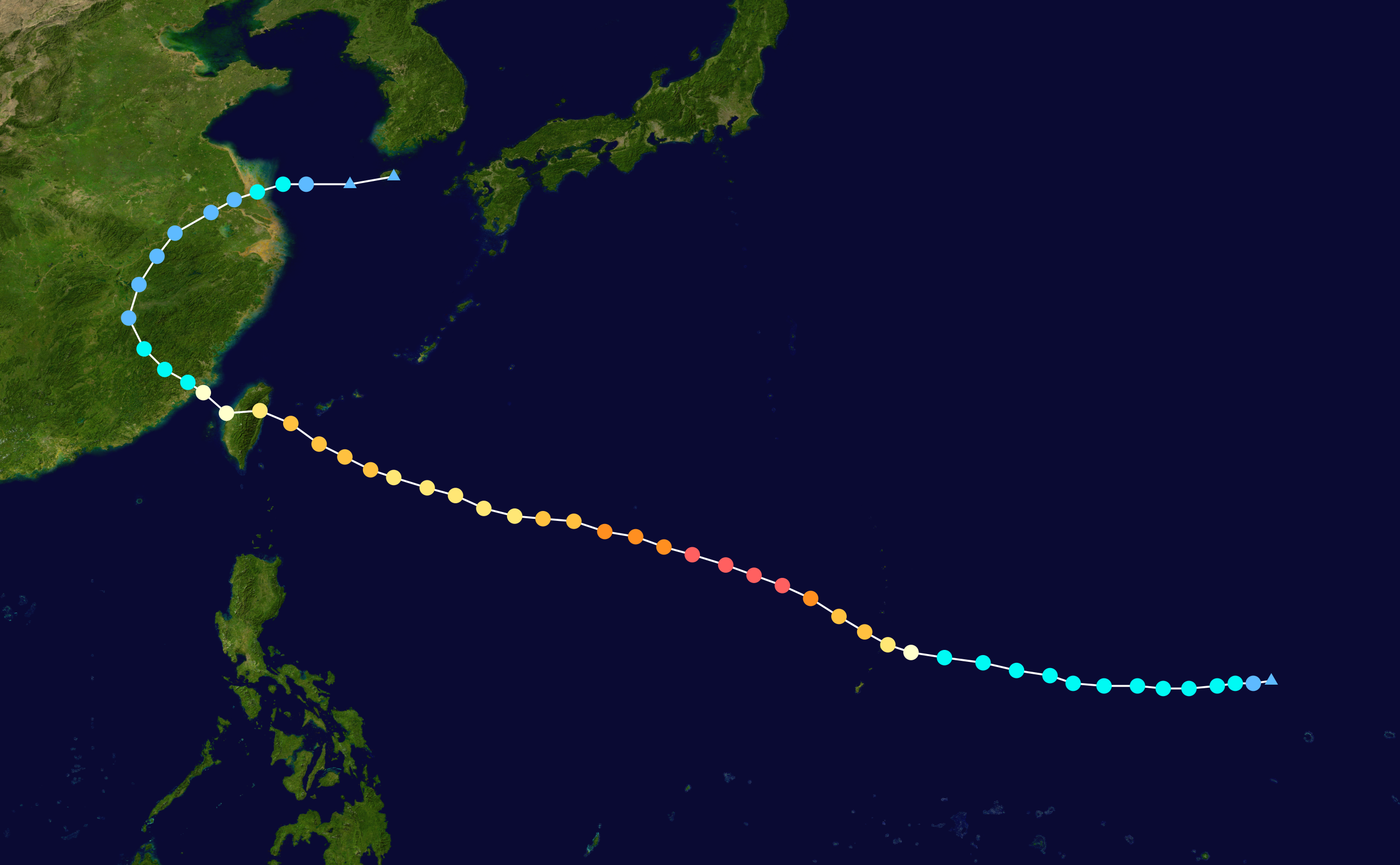
進路図

7月末にかけて日付変更線付近に発生した低圧部が次第に発達。合同台風警報センター（JTWC）は7月30日に熱帯低気圧番号13Wを割り当てた。13Wは30日21時（協定世界時30日12時）にマーシャル諸島の北緯13度60分、東経159度30分で台風になり、アジア名ソウデロア（Soudelor）と命名された。
西進した台風は2日にマリアナ諸島の東の海上に達し、3日にかけて中心気圧を24時間で55ヘクトパスカル低下。中心気圧925ヘクトパスカル、最大風速50m/s（100ノット）、最大瞬間風速70m/s（135ノット）の「非常に強い」台風になったが、その後も勢力を強めて4日0時（協定世界時3日15時）には「猛烈な」台風となり、4日3時には中心気圧900ヘクトパスカル、最大風速60メートル（115ノット）、最大瞬間風速85メートル（165ノット）に達した。台風はフィリピン時間5日8時（日本時間9時、協定世界時5日0時）にフィリピンの監視領域に達し、フィリピン大気地球物理天文局によってフィリピン名ハンナ（Hanna）と命名された。勢力を弱めたものの、再発達しながら非常に強い勢力を保って先島諸島に7日から8日にかけて最接近。8日6時頃に台湾に上陸、同日12時に台湾海峡へ抜けた。かなり勢力を弱めたが、暴風域を伴って9日0時頃に華南に上陸。9日21時に北緯28度、東経116度で熱帯低気圧になった。
確定値の発表では、華南に上陸後太平洋に抜け、この年2個目の復活台風となった。また、台風12号と連続した。

## 台風の経過
- 7月30日 - JTWCが熱帯低気圧番号13Wを割り当てる。
- 7月30日21時 - マーシャル諸島で台風に発達。
- 8月3日3時 - 非常に強い台風になる。
- 8月4日3時 - 中心気圧900ヘクトパスカルの猛烈な台風になる。
- 8月5日0時 - 勢力のピークを過ぎる。
- 8月7日～8日 - 先島諸島に最接近。
- 8月8日6時頃 - 台湾に上陸。
- 12時 - 台湾海峡へ。
- 8月9日0時頃 - 華南に上陸。
- 8月9日21時 - 華中で熱帯低気圧に変わる。
- 8月11日9時 - 台風に復活する。
- 21時 - 熱帯低気圧に変わる。
- 8月12日3時 - 温帯低気圧に変わる。
- 15時 - 消滅。

## 被害

### 北マリアナ諸島
2日夜から3日未明にかけて台風が直撃。サイパン島では強風によって電柱の倒壊による停電やガソリン不足やインフラへの被害が出たほか、沿岸部の一部住民が避難所に避難した。

### 台湾
台風は8日早朝に東部の花蓮県秀林郷に上陸したのち、台湾中部を横断した。上陸前の24時間雨量が300ミリを越え、宜蘭県では総雨量が1200ミリ以上となるなどして、各地で洪水や土石流が発生。死者5名、行方不明者5名、負傷者は少なくとも185名を数えた。

### 中国

被害の様子
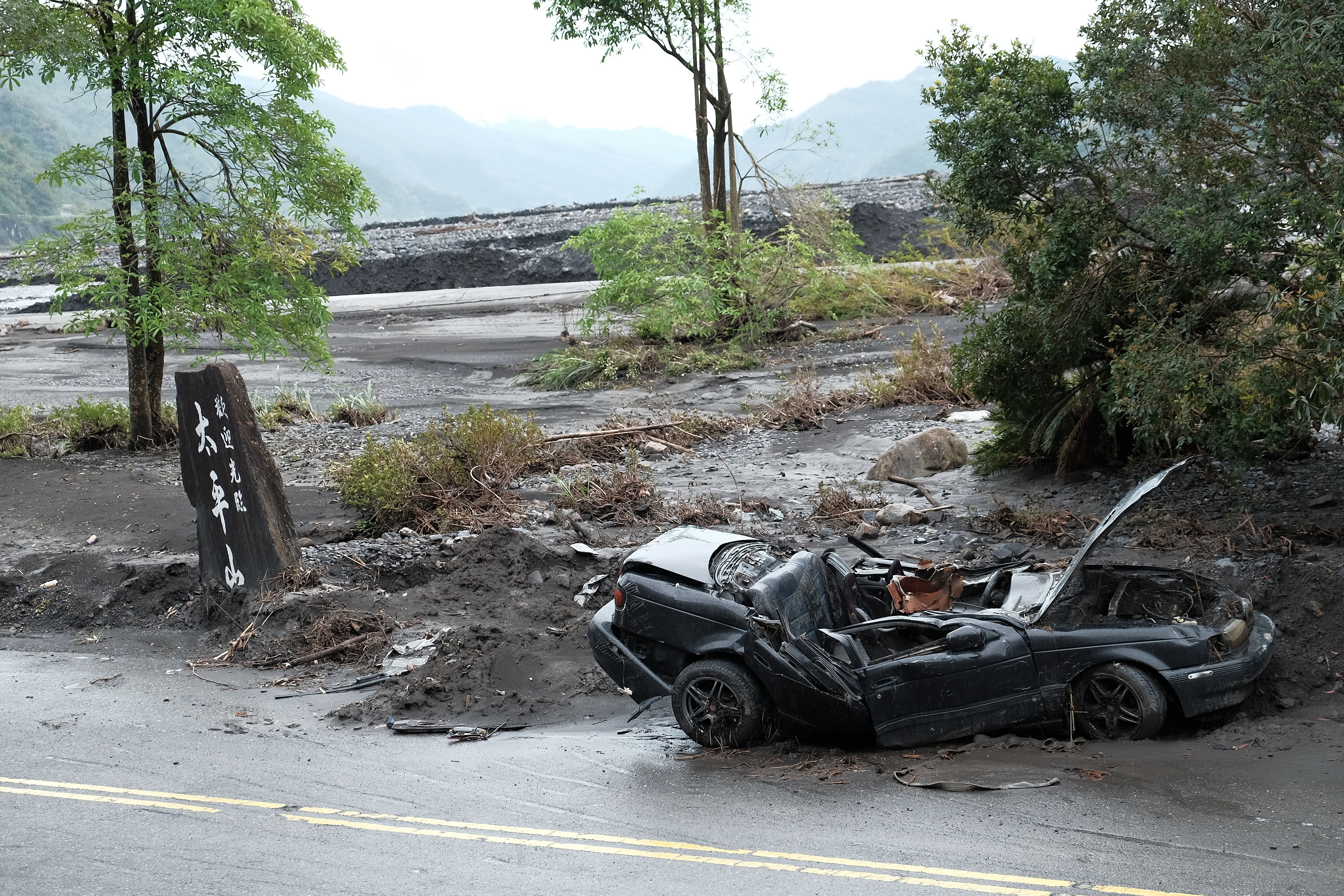
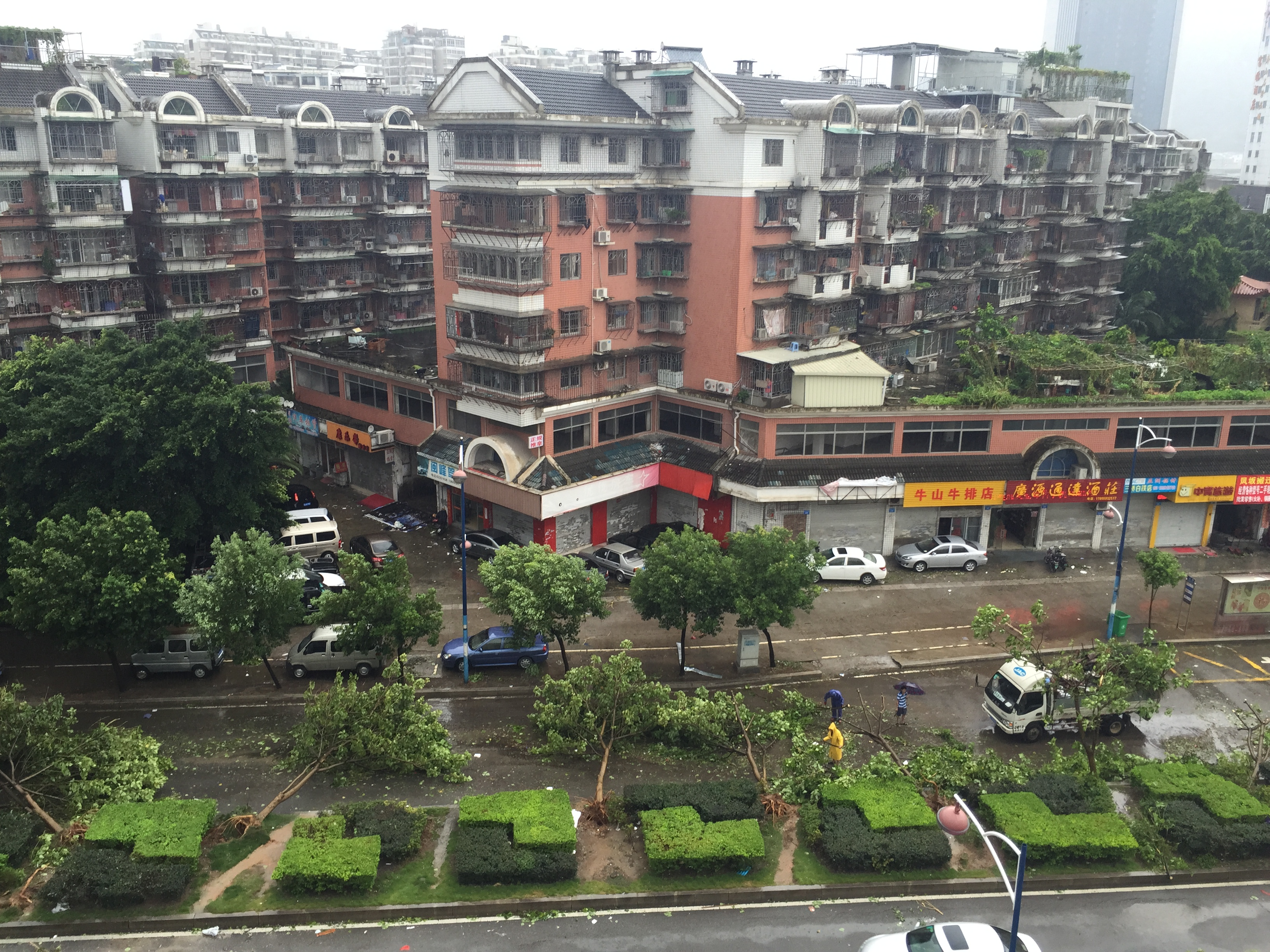
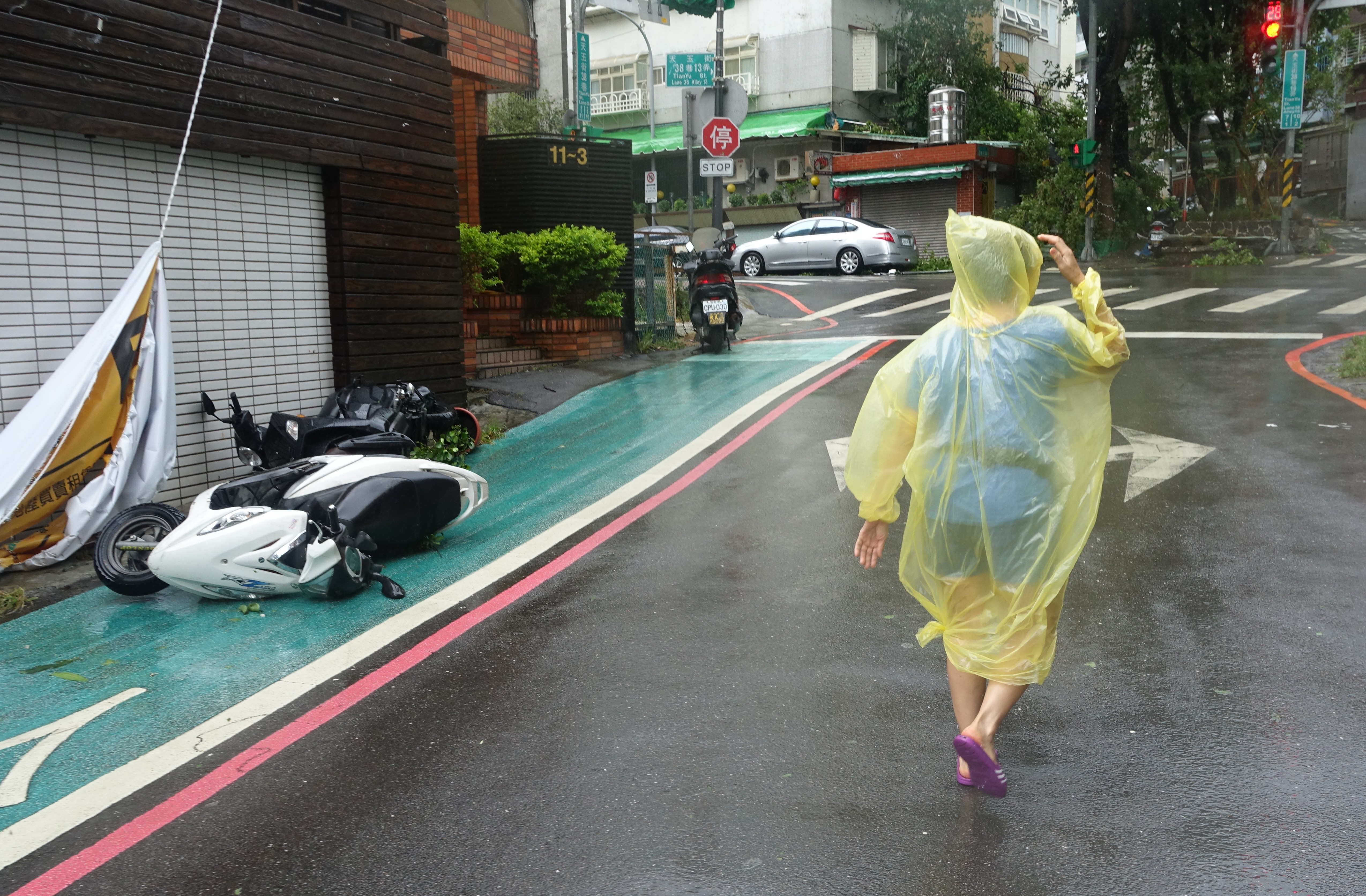
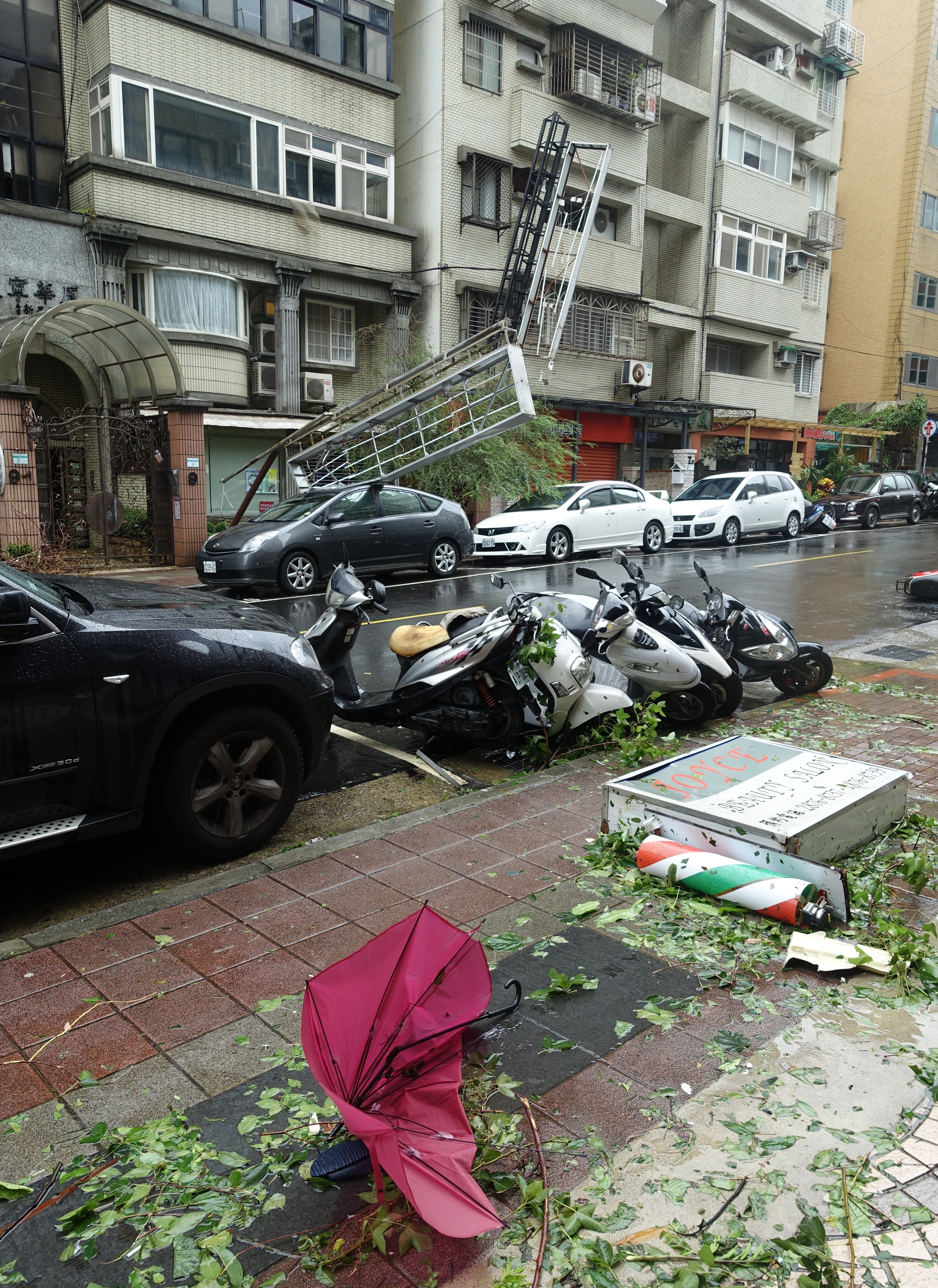
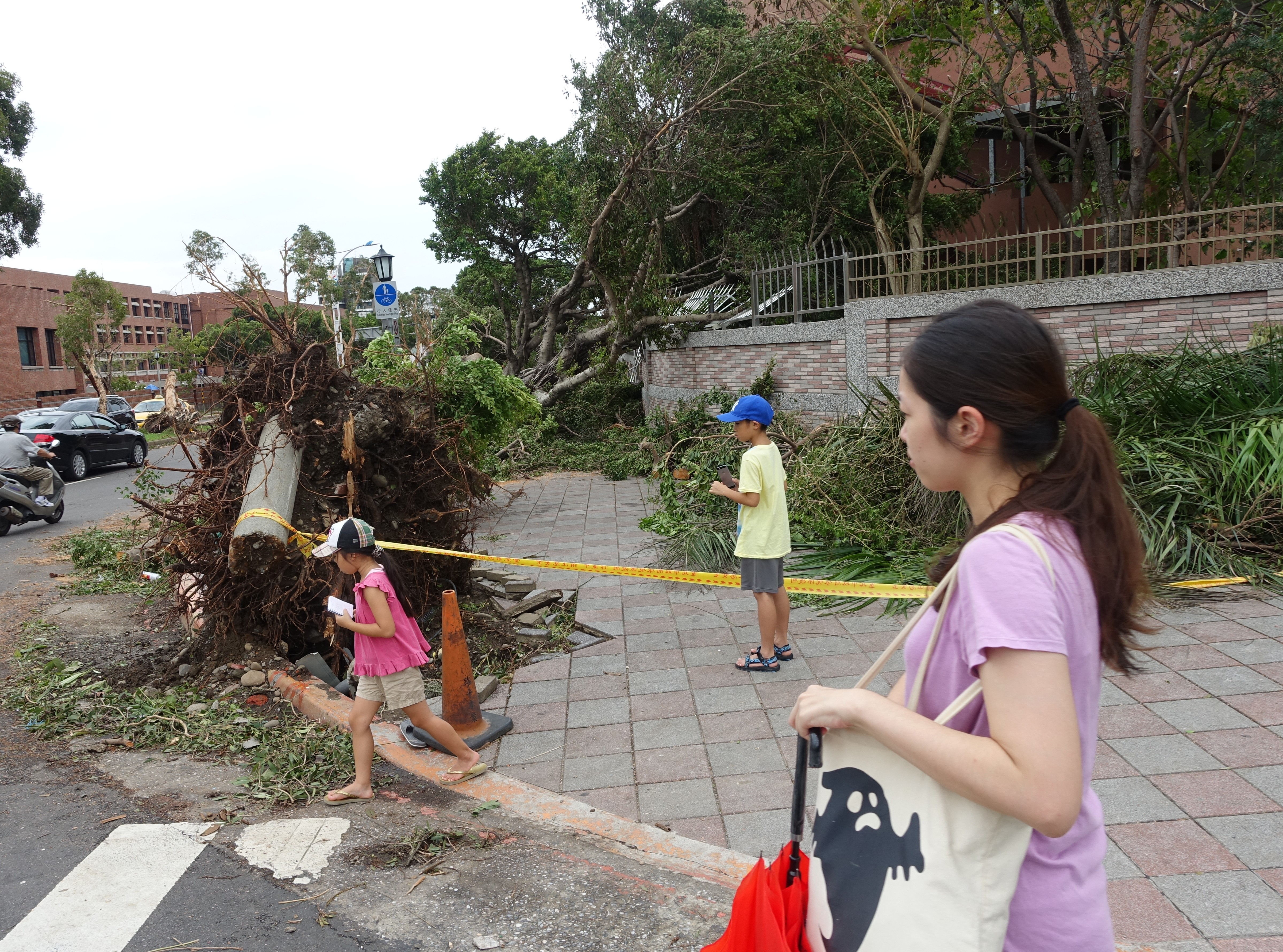
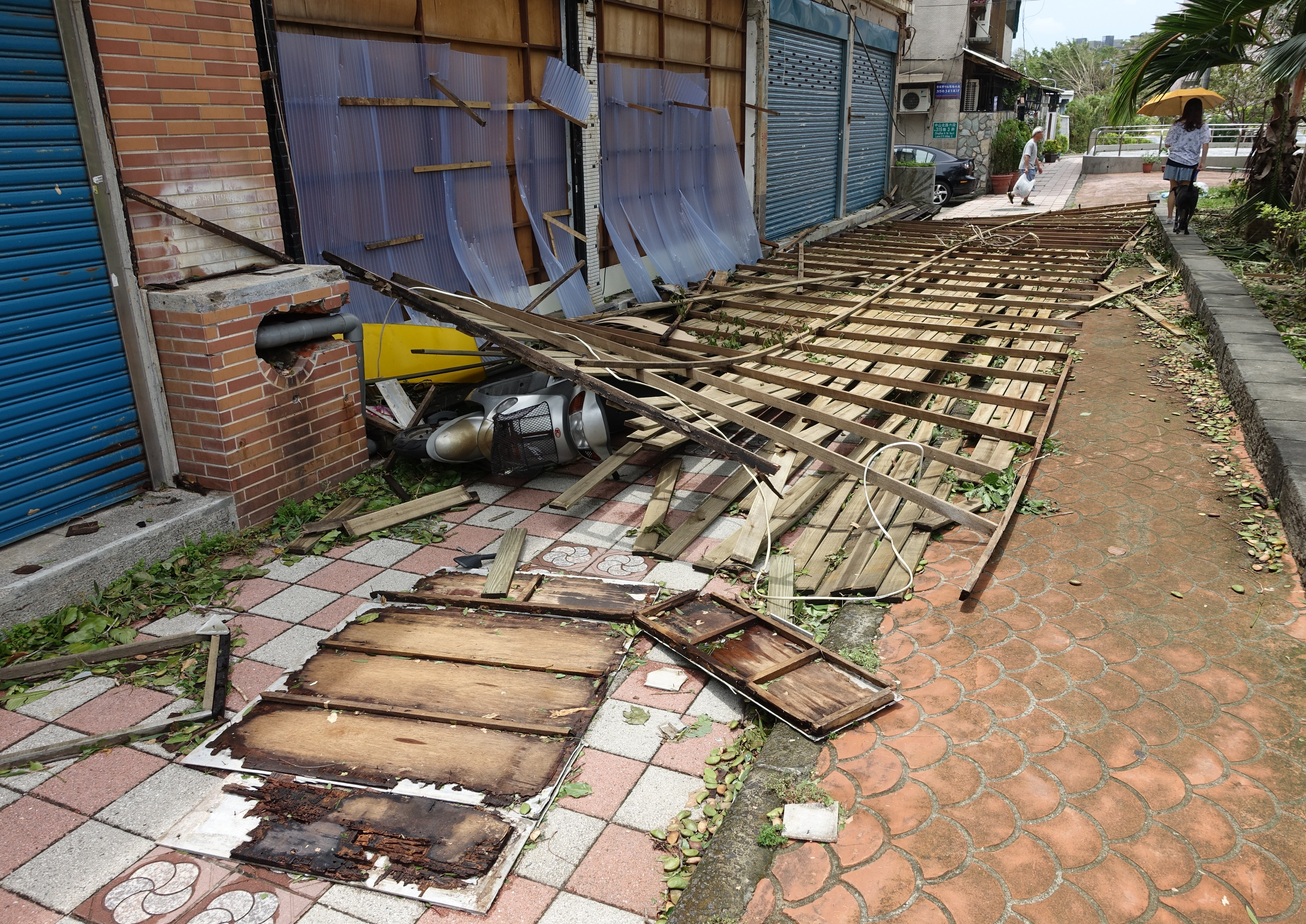
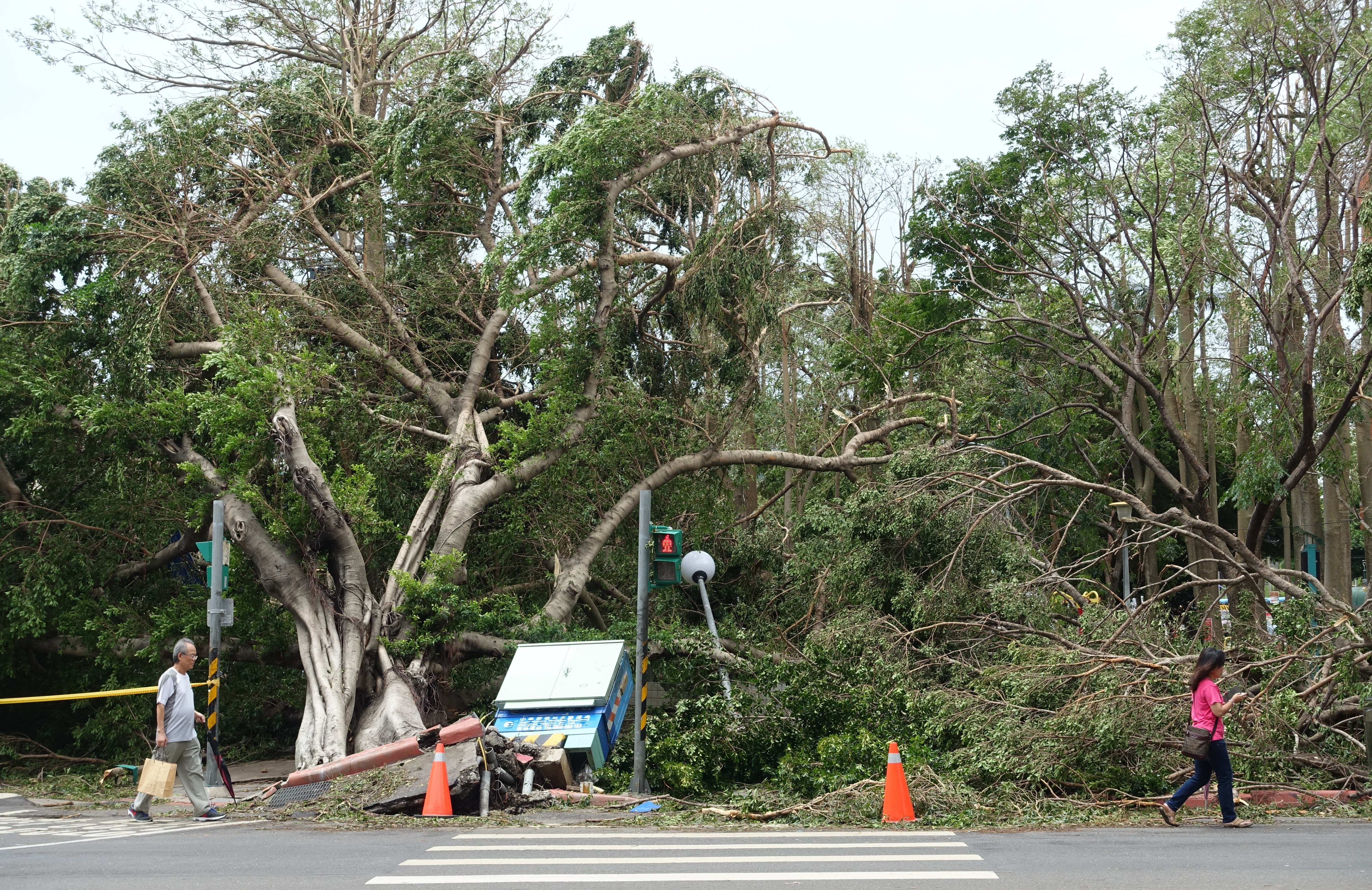
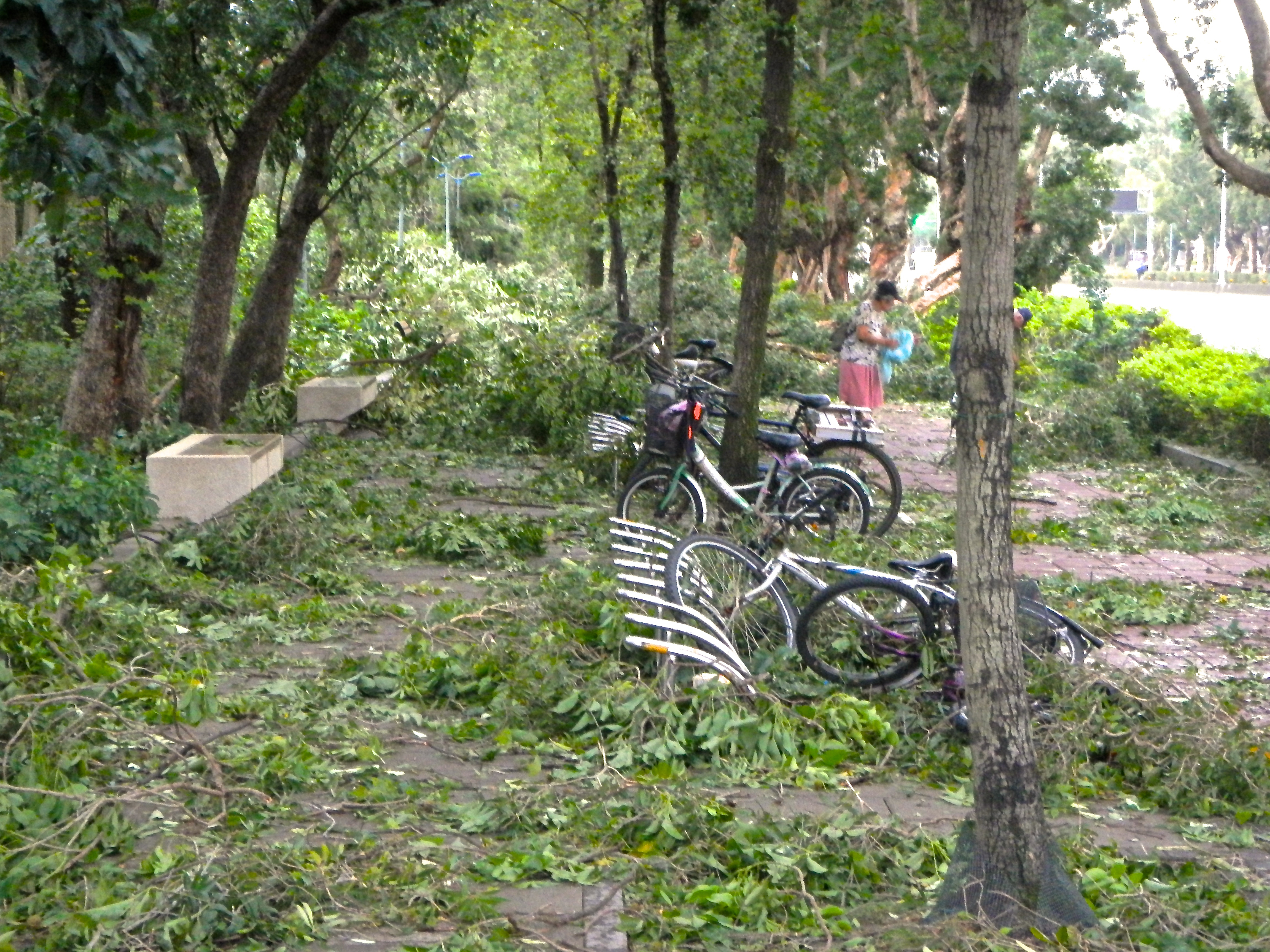
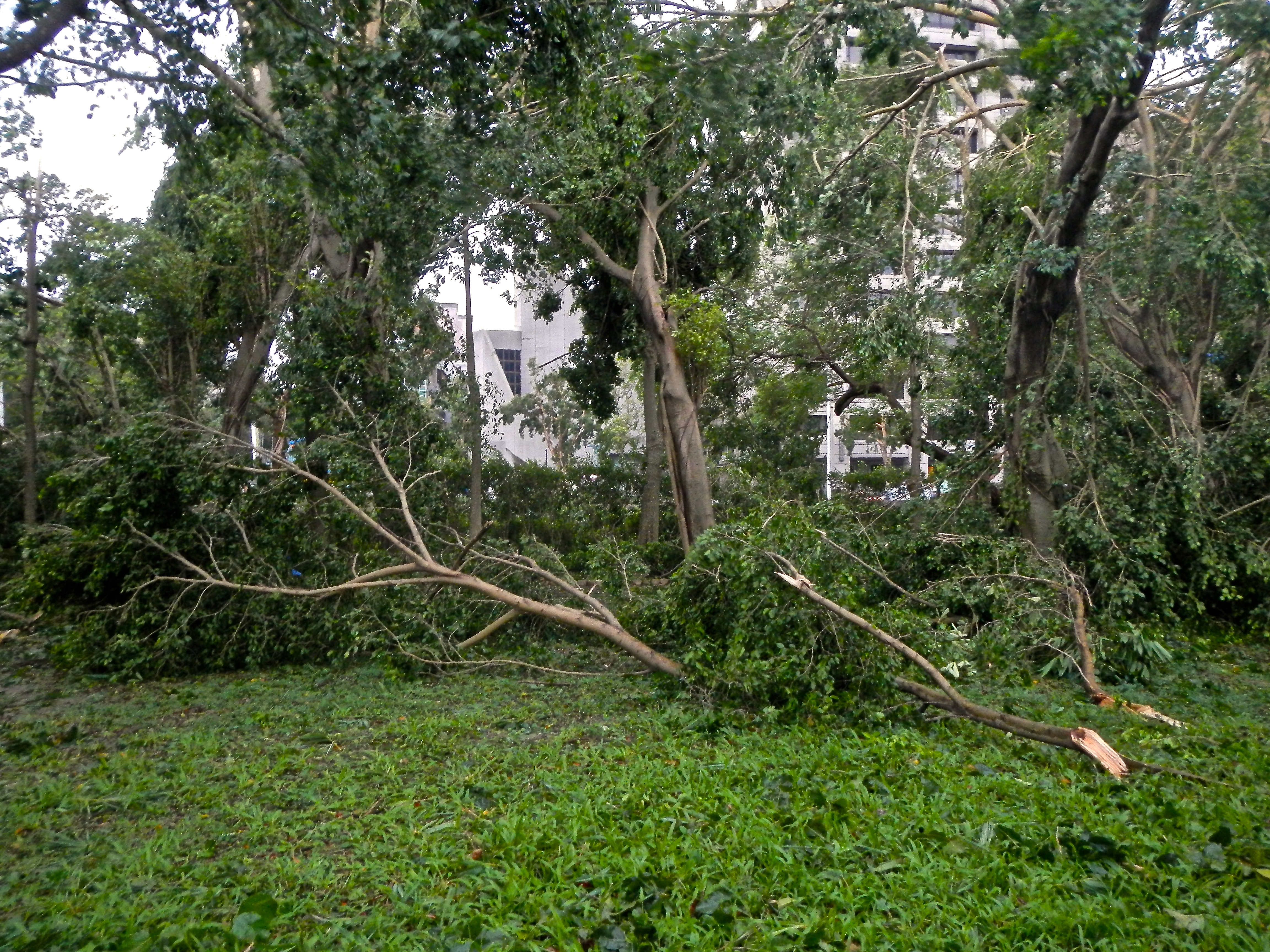
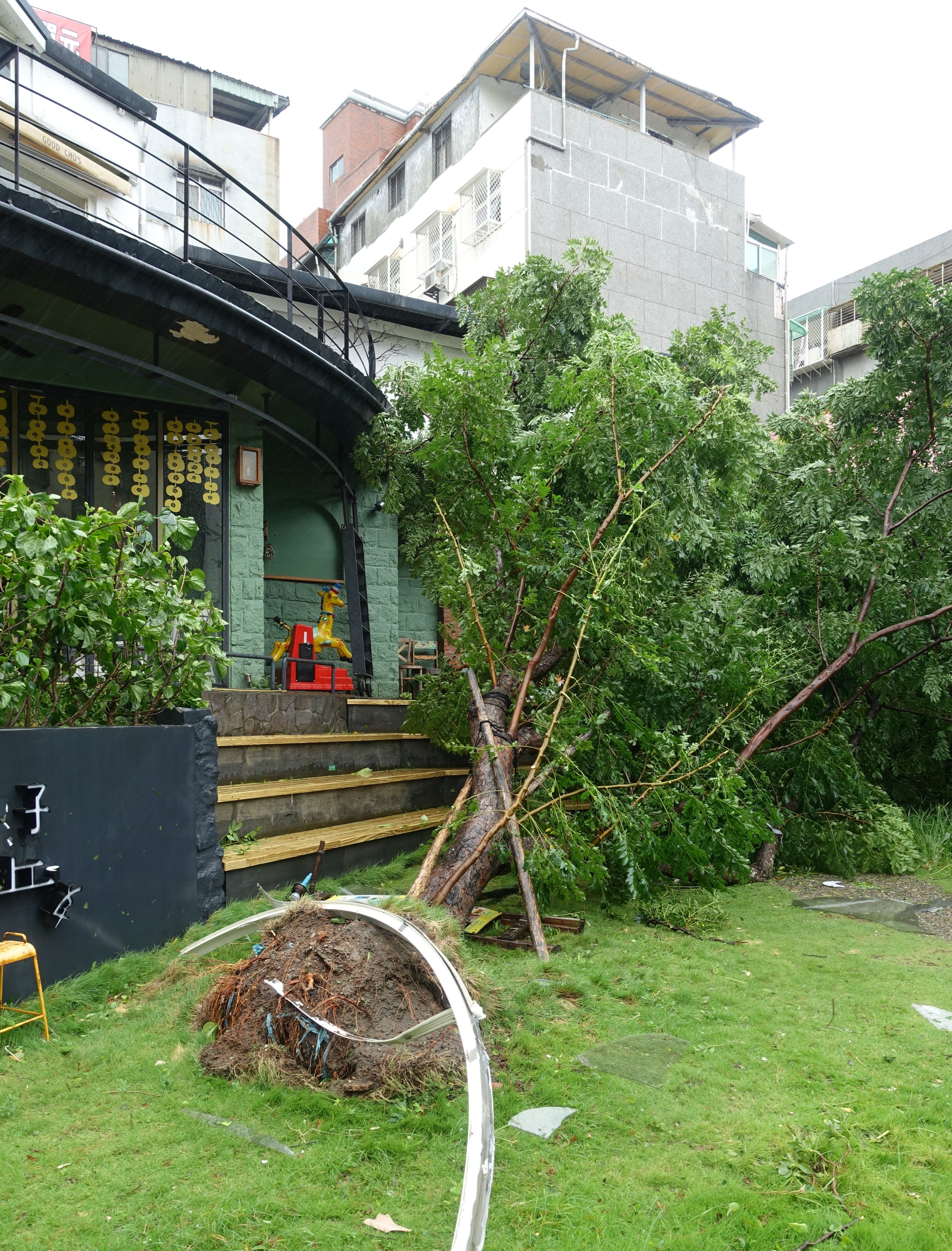
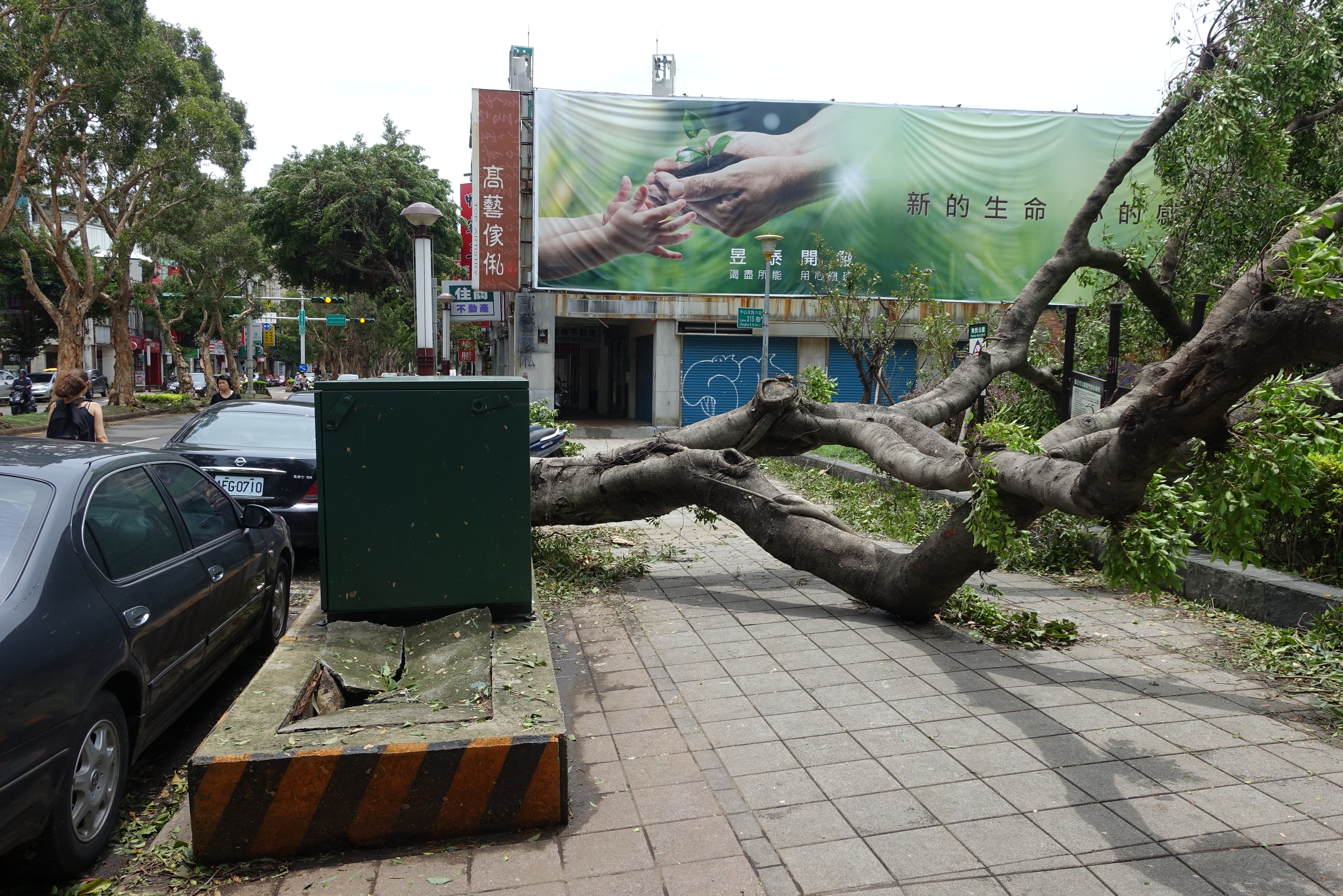
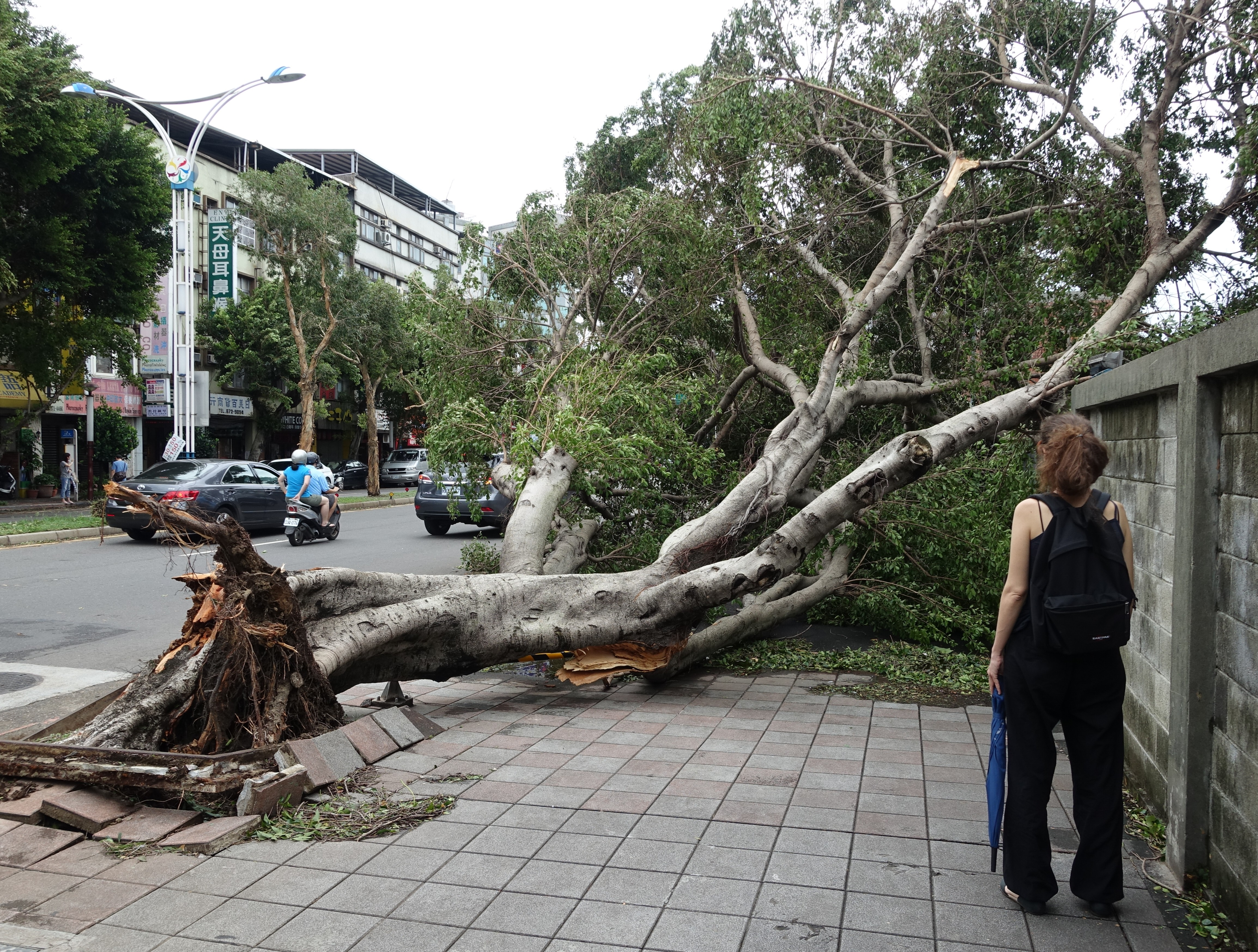
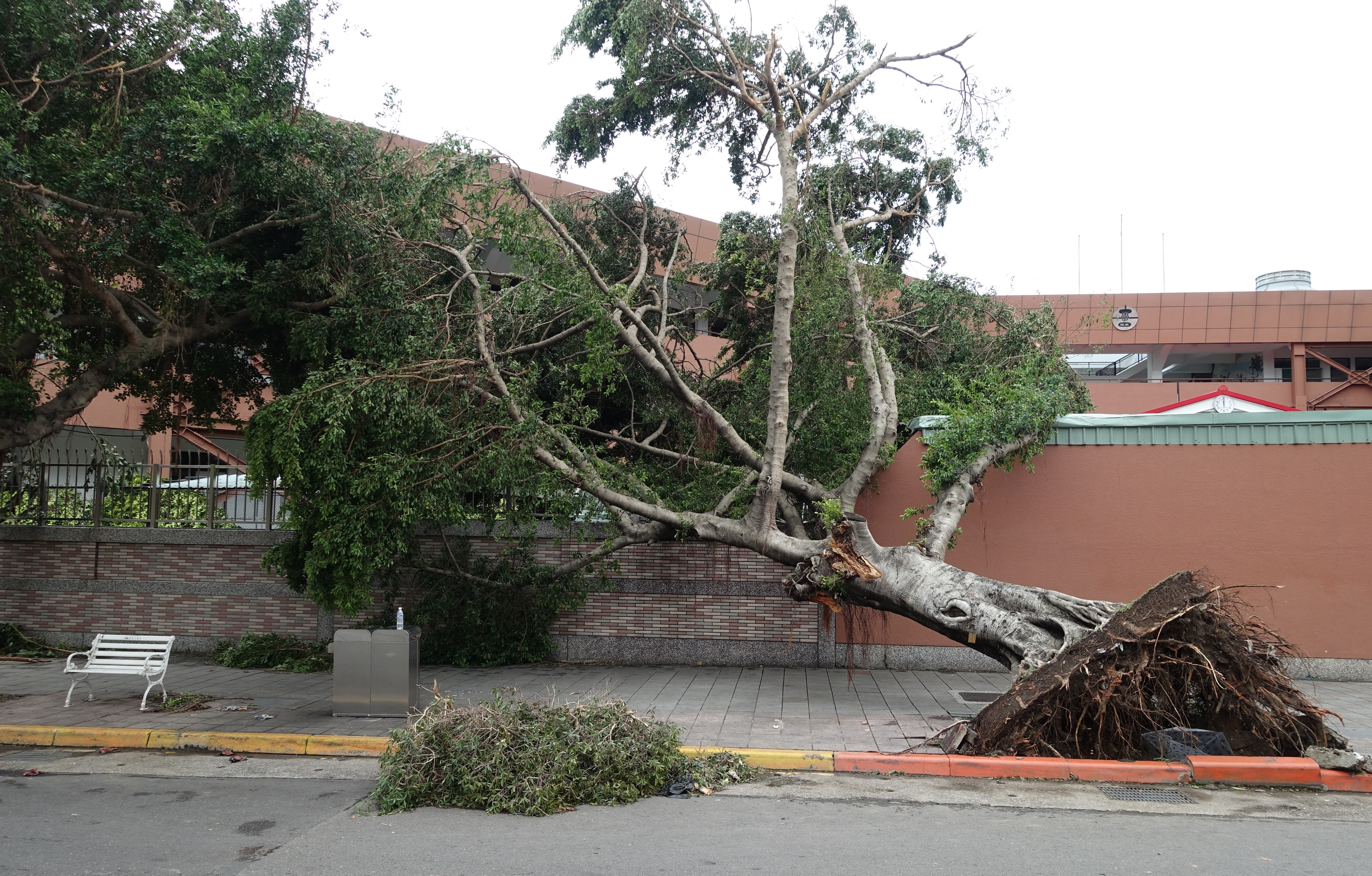
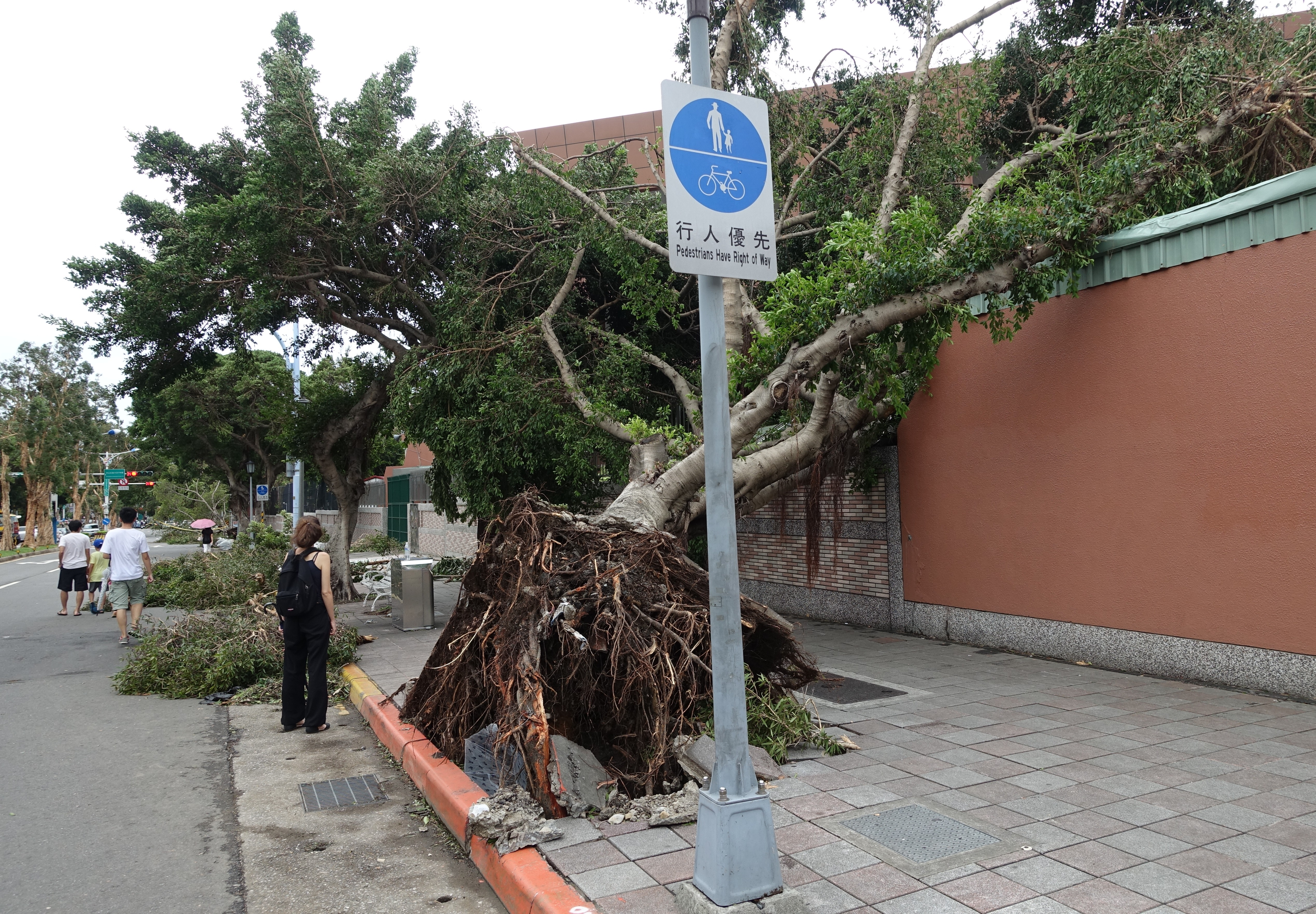
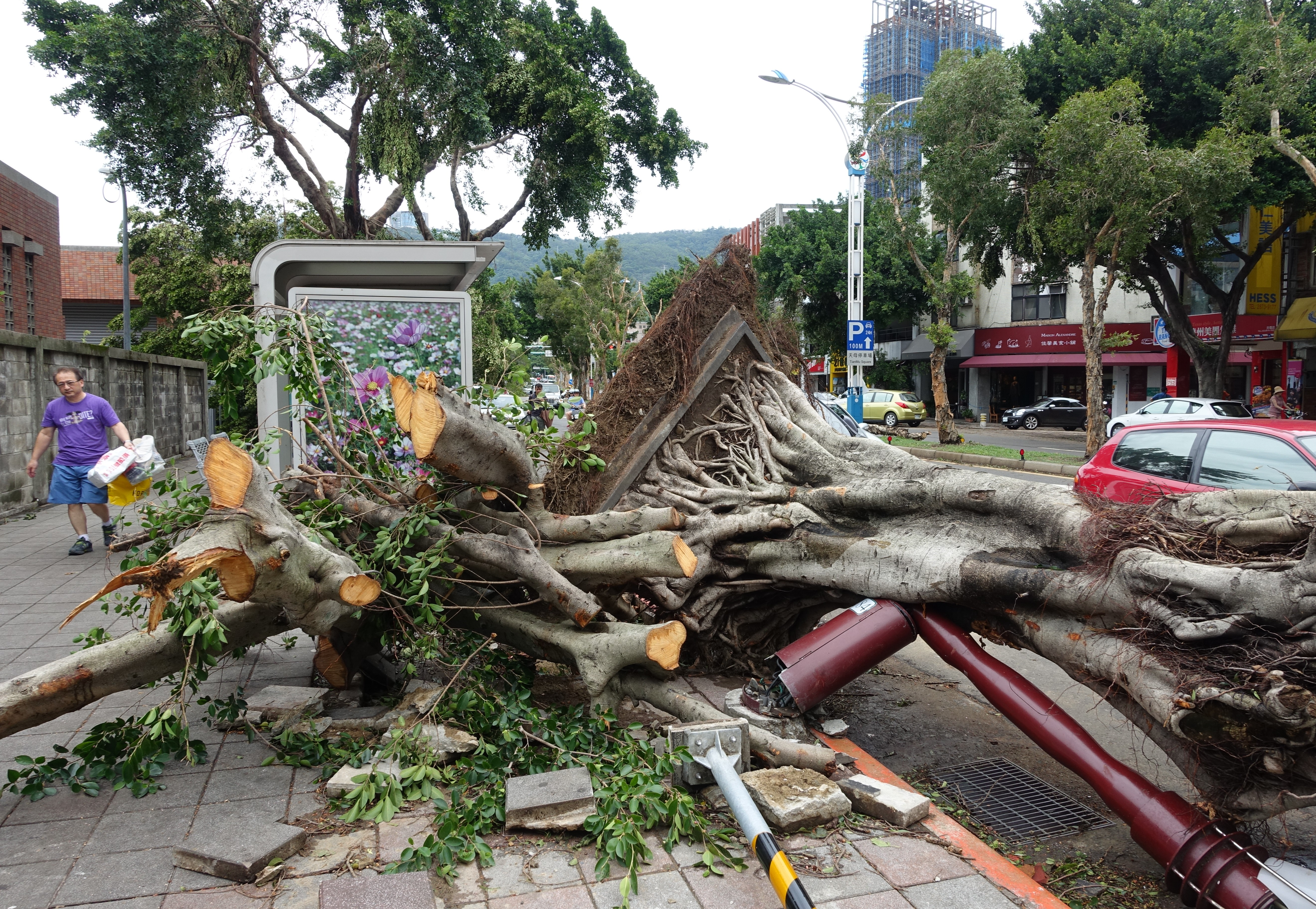
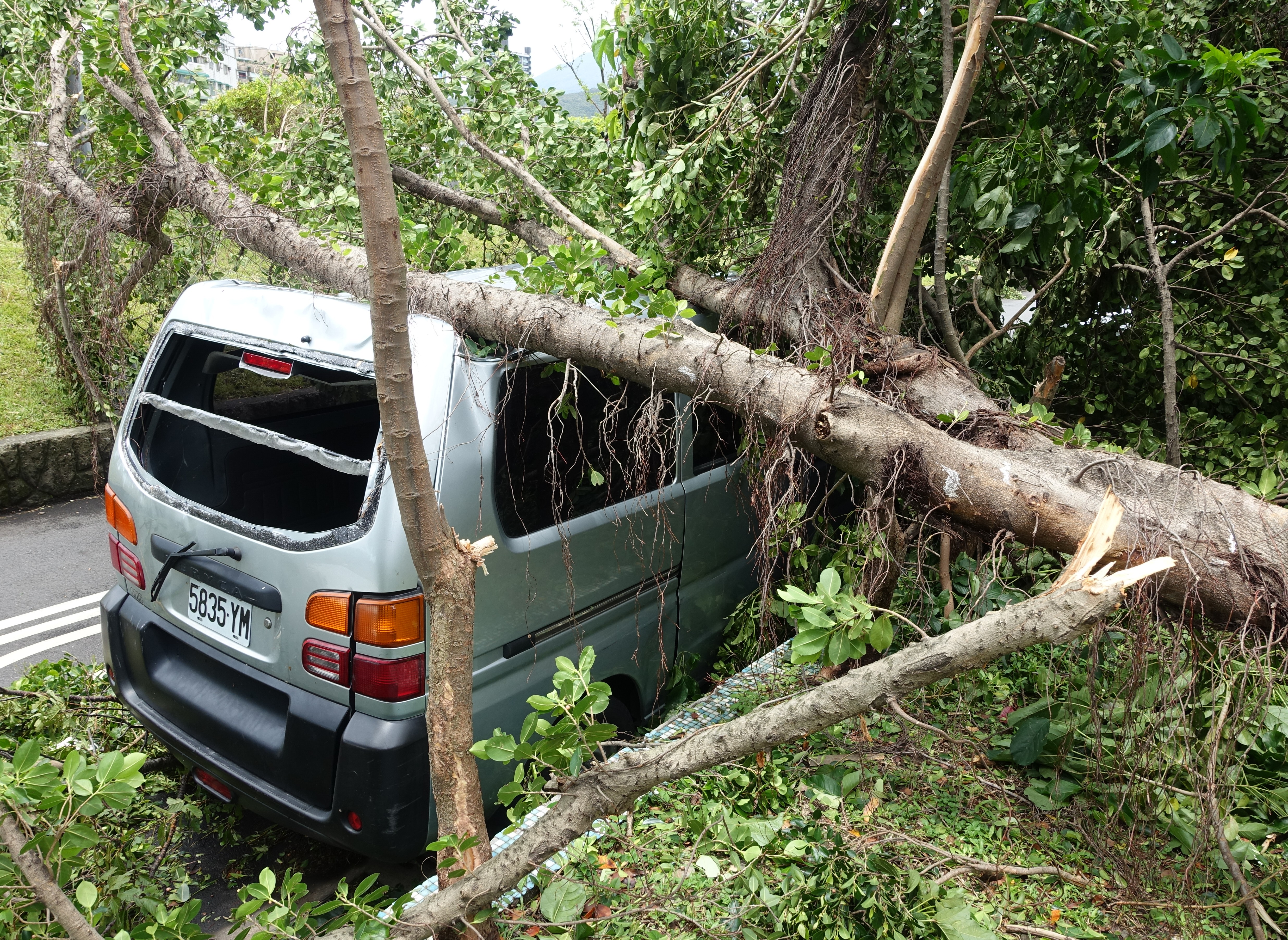
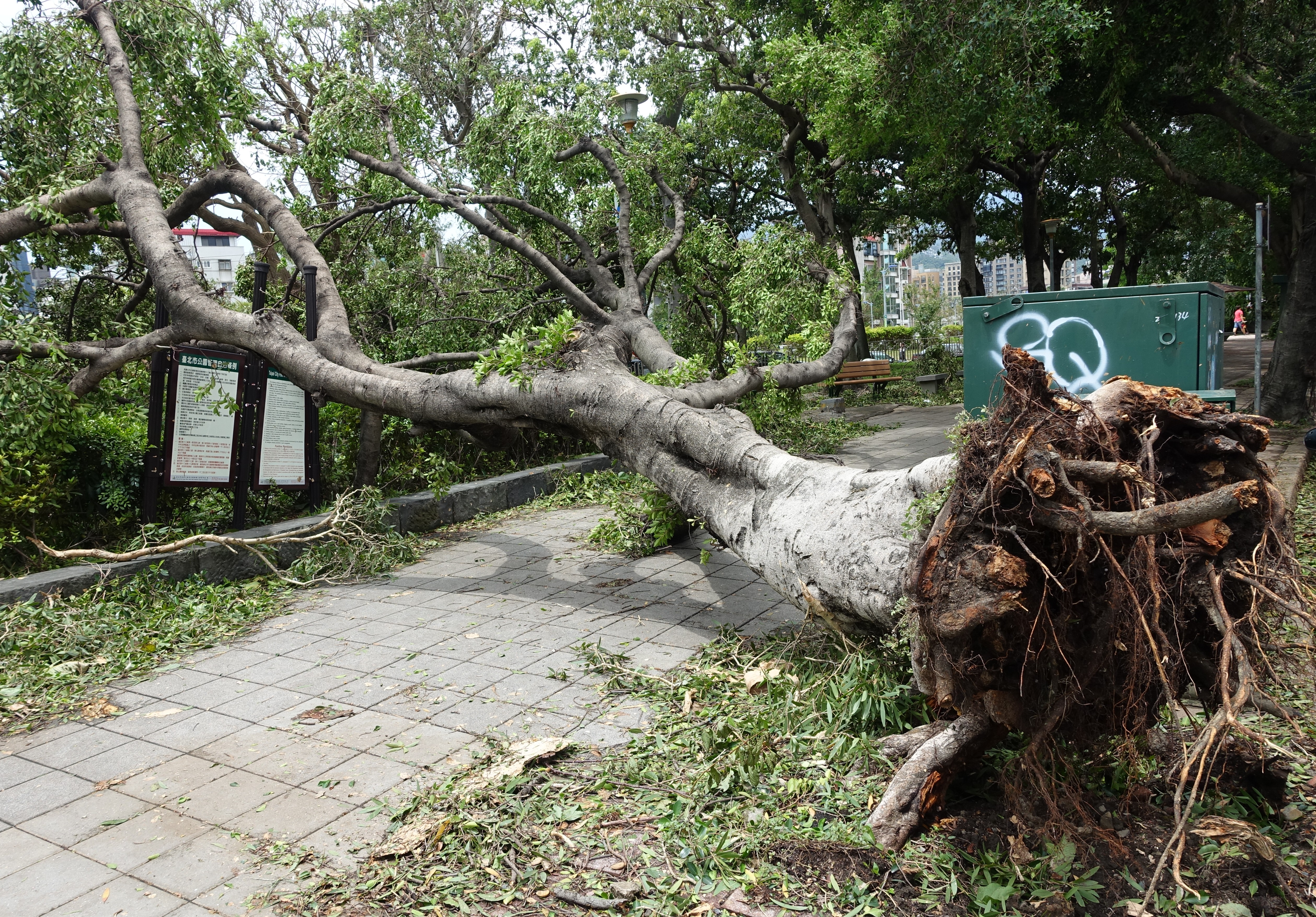
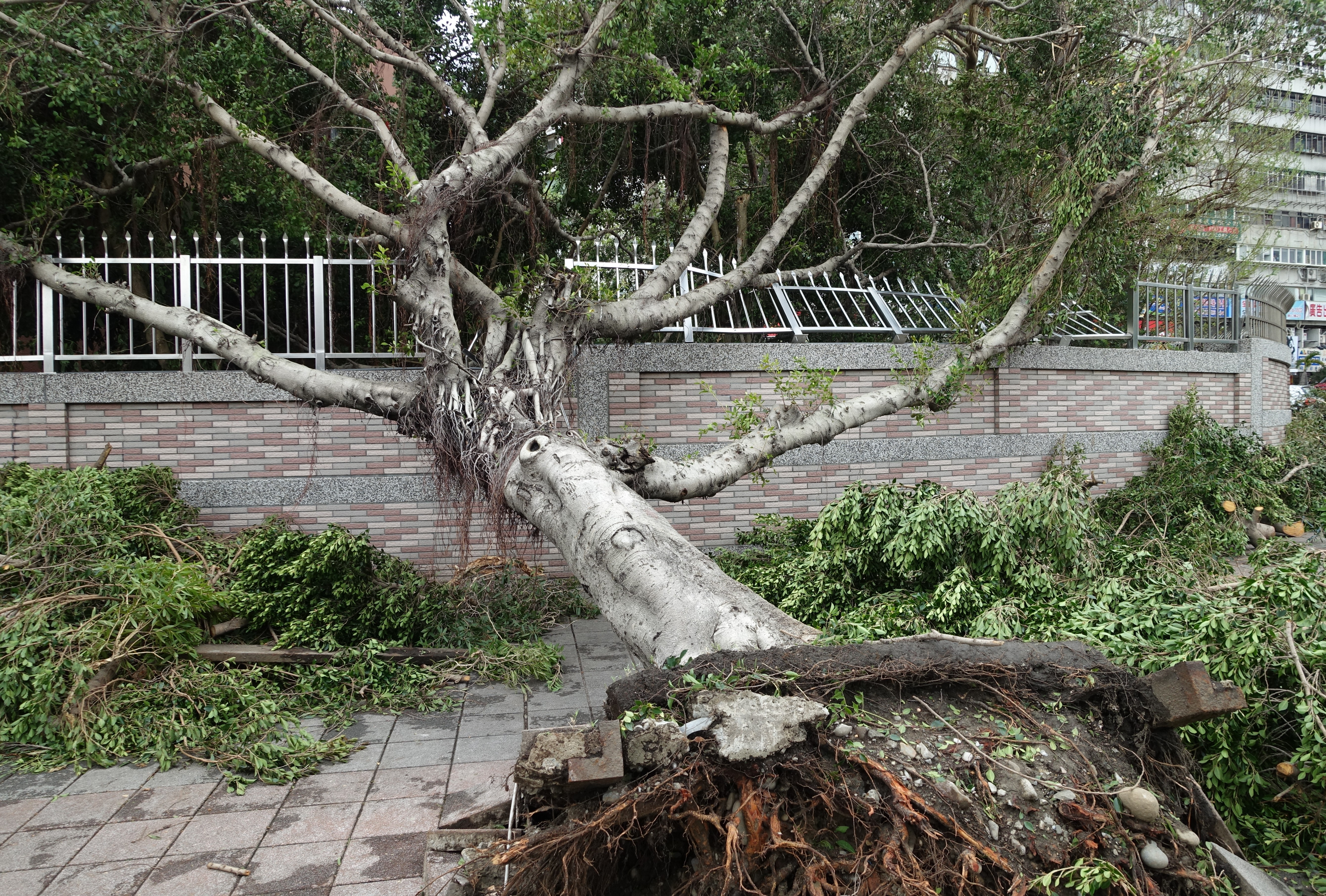
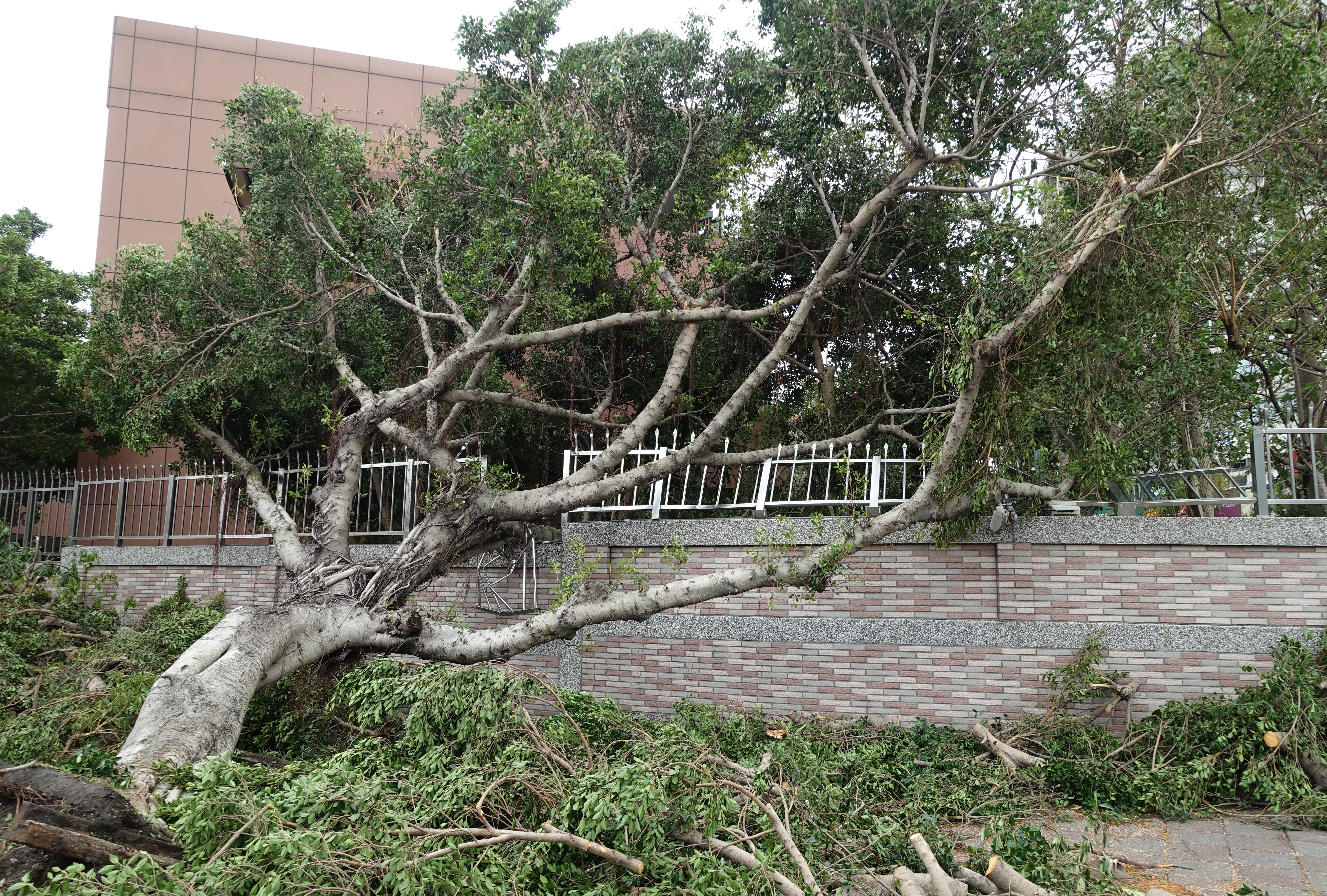
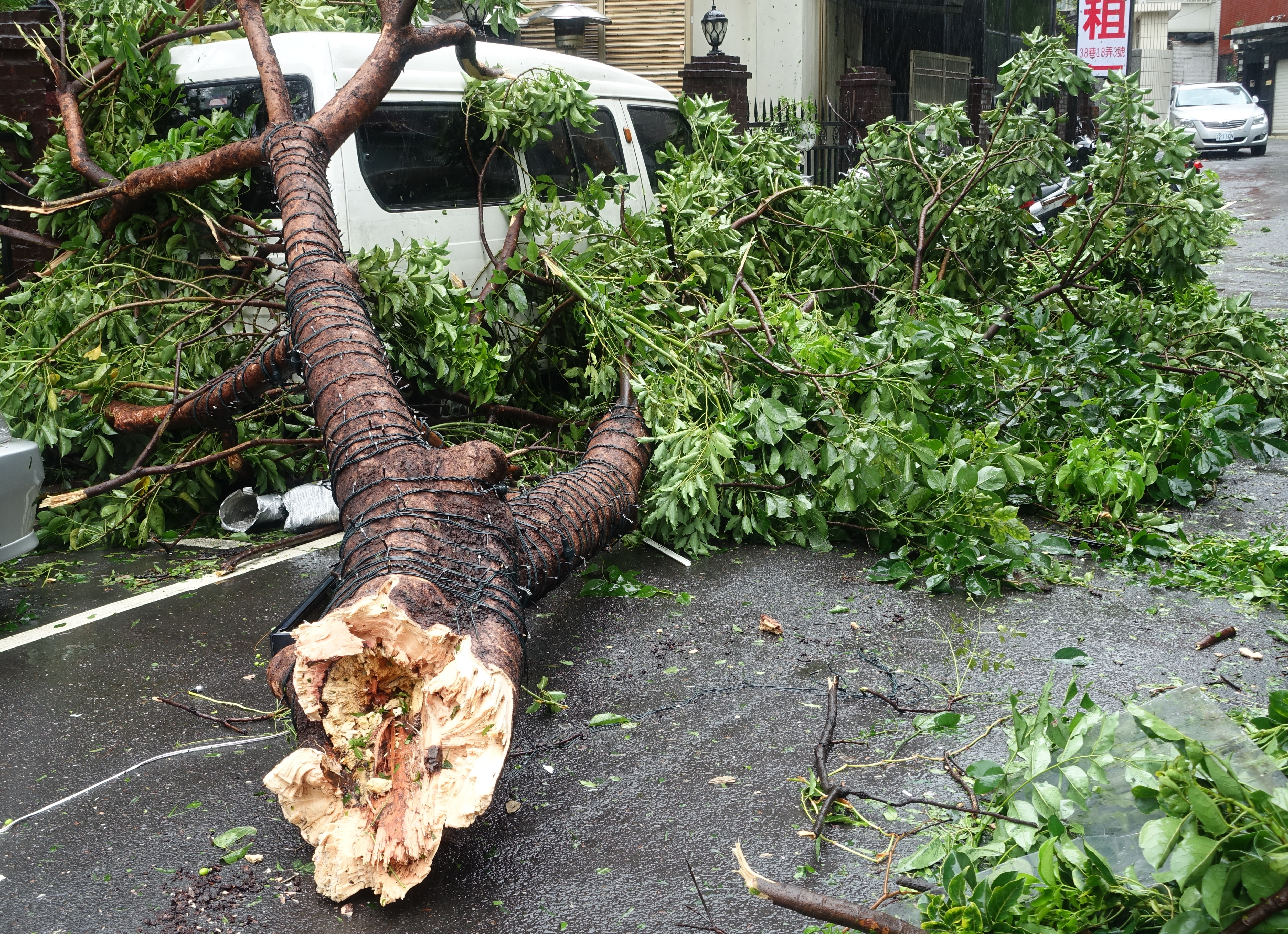
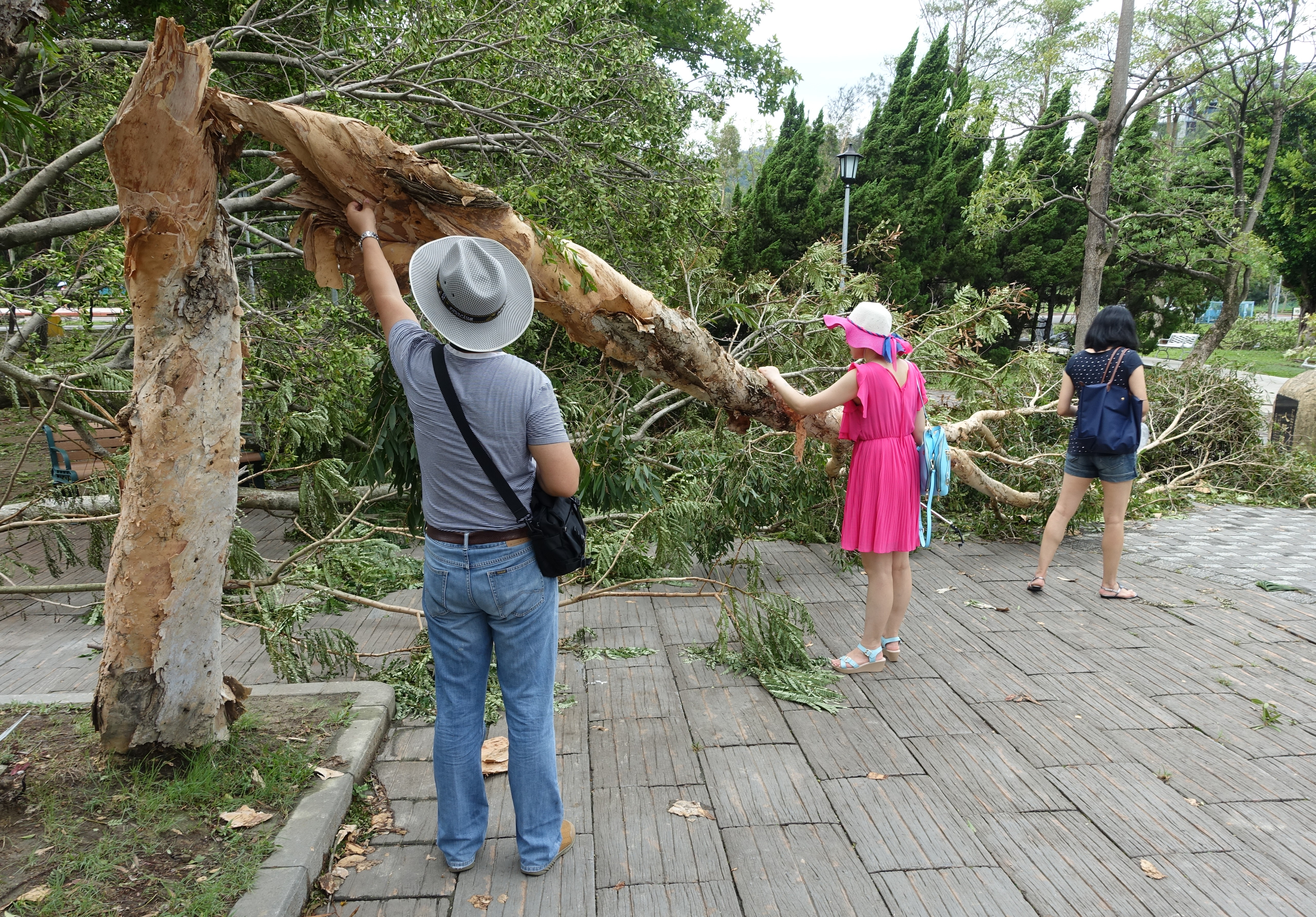
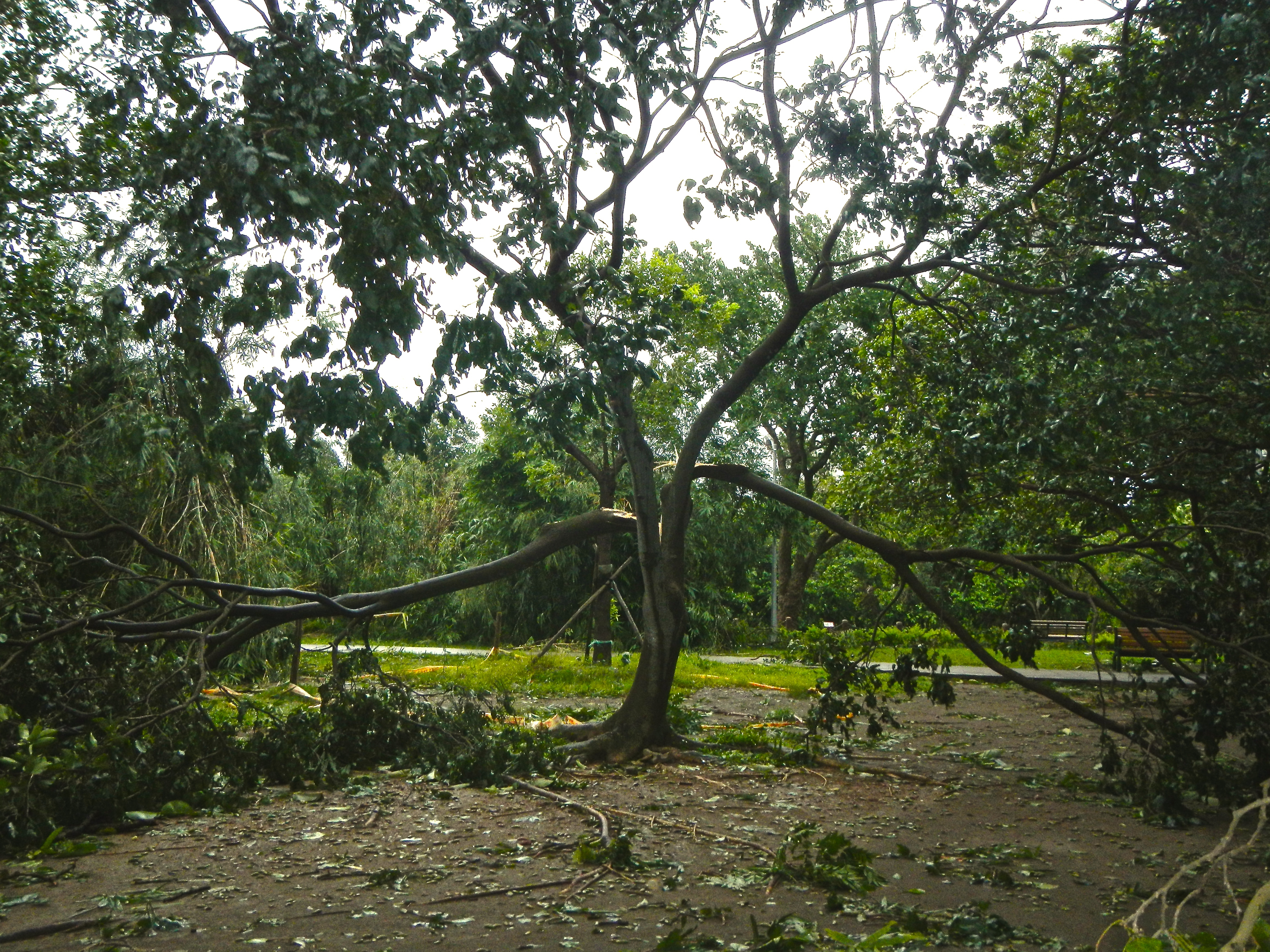
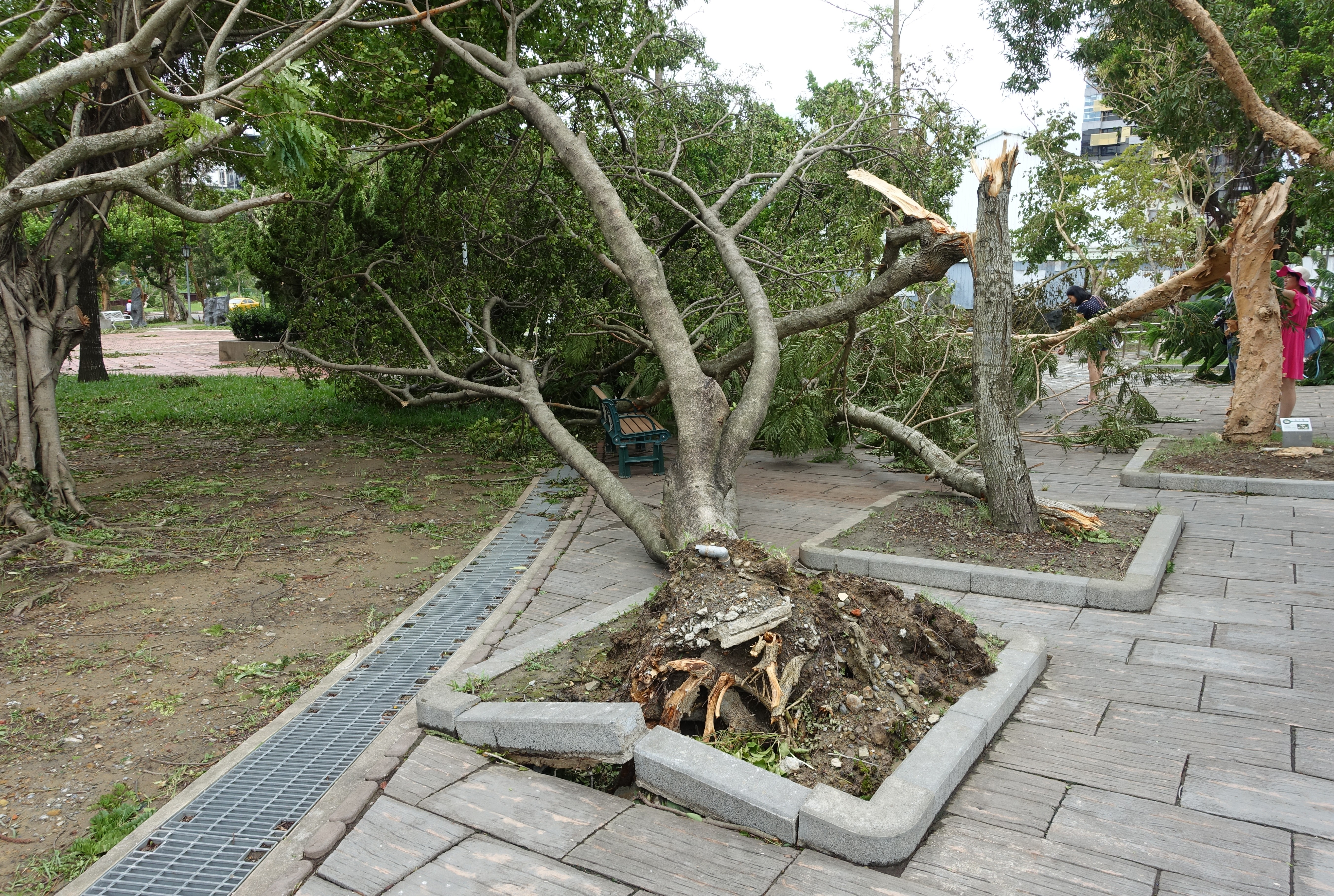

- 台風により水位が急上昇した淡水河

## その他
この台風のアジア名Soudelorは、この台風限りで使用中止となり、次順からはSaudelというアジア名が使用されることになった。